# Anthony Hinds
Anthony Frank Hinds (ur. 19 września 1922 w Ruislip, zm. 30 września 2013 w Oksfordzie) – brytyjski scenarzysta i producent filmowy.

## Filmografia
scenarzysta
- 1961: The Curse of the Werewolf
- 1964: Zło Frankensteina
- 1968: Powrót Draculi
- 1974: Frankenstein i potwór z piekła
- 1975: Legend of the Werewolf(inne języki)

producent
- 1949: Dr. Morelle: The Case of the Missing Heiress(inne języki)
- 1951: Cloudburst(inne języki)
- 1955: Zemsta kosmosu
- 1958: Dracula
- 1963: Fabryka nieśmiertelnych
- 1971: Journey to Murder(inne języki)